# Пономарёв, Иван Фёдорович (физикохимик)
Иван Фёдорович Пономарёв (25 мая 1882, Хвалынск, Саратовская губерния — 11 августа 1982, Новочеркасск, Ростовская область) — русский, советский физикохимик и педагог, один из пионеров науки о силикатах, один из первых организаторов силикатной и цементной промышленности России, — советского производства стекла, строительных материалов, изобретатель, член-корреспондент Академии строительства и архитектуры СССР.

## Биография
- 1900 год — окончил Московское коммерческое училище
- 1900 — поступил на химический факультет Киевского политехнического института
- 1907 — по окончании института работал в нём в качестве ассистента.
- 1911—1912 — работал в Петербургском политехническом институте у профессора Н. С. Курнакова.
- 1913 — по рекомендации Н. С. Курнакова командирован на несколько лет в Физико-химический институт в Гетингене, возглавлявшийся профессором Густавом Тамманом, «со специальным уклоном в области технологии стекла».
- 1914—1917 — с началом Первой мировой войны в 1914 году научная работа в лаборатории прервалась, как гражданский пленный И. Ф. Пономарев вынужден оставаться в Германии до 1917 года, но узнав о конкурсе на должность преподавателя кафедры химической технологии минеральных веществ в Томском технологическом институте, он отправляет через испанского посла в Берлине представление своей кандидатуры.
- 1918—1934 — в мае 1918 года избран на должность преподавателя, а с 1920-го — во главе кафедры технологии минеральных веществ, а затем — кафедры силикатов в Томском технологическом институте, где сотрудничал с Е. В. Бироном.
- 1918 — с ноября исполняет обязанности Секретаря химического факультета, а в феврале 1921 года избран деканом химического факультета.
- 1920 — профессор Уральского политехнического института, где организовал кафедру технологии силикатов.
- 1920—1924 — руководитель разработки проекта строительства первого механизированного стекольного завода в Верхнеудинске (ныне Улан-Удэ) и фарфоровой фабрики в посёлке Хайта Иркутской области.
- 1921 — организует в Томске Сибирскую керамическую станцию, основным предназначением которой является исследование минерального сырья Сибири.
- 1926 — открывает в Томске Сибирское отделение Русского физико-химического общества, и становится председателем этого подразделения организации. В 1920-е годы в Томске начал функционировать возглавленный И. Ф. Пономаревым Восточно-Областной научно-технический Совет по стекольно-фарфоровой промышленности; — учёным осуществлён первый авторизованный перевод с французского языка книги А. Ле-Шателье «Кремнезем и силикаты»; в это же время им проделан большой цикл работ по технологии керамики и огнеупоров, особое место в котором занял учебник «Технология огнеупорных материалов».
- 1926, 1927 — в мае—июне 1926, по приглашению Ленинградского технологического института, читает там курс лекций по технологии стекла; с 20 октября 1926 по 15 мая 1927 — в заграничной командировке с целью изучения силикатной промышленности в Западной Европе: Германия, Дания, Англия, Бельгия, Чехословакия и Италия — ознакомление с работой более чем 100 предприятий.
- 1927 — летом изучает постановку производства огнеупорных материалов и цемента на заводах южного Урала.
- 1928 — организует в Свердловске Уральский институт силикатов — важную исследовательскую базу уральской силикатной промышленности; в 1929 году Сибирская керамическая станция становится Сибирским институт строительных материалов (Сибинстром).
- 1939 — утверждён в должности заведующего, основанной им и К. П. Азаровым, кафедрой технологии силикатов Новочеркасского политехнического института.
- 1952 — на последней выделена кафедра технологии вяжущих веществ, которой Иван Фёдорович Пономарёв руководил более 25 лет (1952—1979). Уже в столетнем возрасте являлся профессором-консультантом Новочеркасского политехнического института.

Вспоминая о своей студенческой поре, Иван Фёдорович, в 1903 году учившийся на третьем курсе химического отделения Киевского политехнического института, пишет о первом выпуске альма-матер, состоявшемся в феврале того года — новых инженеров-механиков, химиков-технологов, агрономов; тогда на торжественной защите дипломников присутствовал возглавлявший экзаменационную комиссию Дмитрий Иванович Менделеев:
Признаюсь, тогда Менделеев интересовал нас, студентов, больше как председатель комиссии, чем как великий химик, творец периодической системы элементов. ... 

Особенно заинтересованно относился он к работам студентов химиков и агрономов, участвовал в дискуссиях по проектам новых заводов и научным проблемам, которые решали студенты в своих лабораторных исследованиях. ...
Дмитрий Иванович заинтересовался изобретением заведующего кафедрой электротехники проф. Н. А. Артемьева, сконструировавшего костюм из медной сетки. В этом костюме Н. А. Артемьев делал интересные опыты, производя молнии с сильным треском. Он пропускал при этом ток с напряжением  до десяти тысяч вольт.
...В 1901—1902 учебном году в Киевском политехническом институте происходили частые студенческие волнения, сопровождавшиеся забастовками. На них ушло около 12 учебных недель (из 28 по плану).  
 Министр С. Ю. Витте издал приказ: «В течение учебного года господа студенты длительное время не занимались. Поэтому они не могут хорошо подготовиться к экзаменам. Приказываю оставить всех студентов на второй год».

Дмитрию Ивановичу это было известно... Он относился к молодёжи тепло и понимал её чаяния и надежды.

## Научная, педагогическая и общественная деятельность

### Основные направления исследований
Труды И. Ф. Пономарёва, посвященные изучению производства цемента, стекла, кирпича, фарфора и огнеупоров, широко известны в России и за рубежом. Ученый постоянно изучал проблемы, связанные с развитием цементной промышленности.
Занимаясь научно-педагогической деятельностью, И. Ф. Пономарёв принимал участие в проектировании, строительстве и пуске в эксплуатацию первых советских заводов строительных материалов, способствуя расширению и совершенствованию производства обычных и декоративных цементов.
И. Ф. Пономарёв принимал участие в работе Международных конгрессов по химии цемента.
Предложенный им метод принудительной кристаллизации стекол («Журнал РФХО» 1917) нашёл широкое применение. В 1929 г. им сделан перевод монографии «Кремнезем и силикаты» А. Л. Ле Шателье — настольной книги силикатчиков. Участникам VII конгресса по химии цемента (Париж 1980 г.) И. Ф. Пономарёв направил приветствие, в котором рассказал о своей переписке с Анри Ле Шателье по вопросам твердения цемента.
Заметное место в научном наследии И. Ф. Пономарёва занимают работы, посвящённые изучению стекла, а в числе других его исследований по этой теме есть и труды, посвящённые технологии декоративных видов материала — цветному стеклу.

### Томский политехнический институт
В становлении кафедры технологии силикатов Томского политехнического института, основу которой заложили профессор Александр Эдуардович Сабек (1864—1909), возглавлявший кафедру с 1902 по 1909 год, и профессор Владимир Филиппович Юферев (1877—1937), ведущая роль принадлежит профессору Ивану Федоровичу Пономарёву. В августе 1918 года, вернувшись из научной командировки в Геттингенский университет, Иван Фёдорович был направлен в Томск, с которым его жизнь была связана вплоть до 1939 года, его деятельность, прежде всего, посвящена развитию в Сибири изучения силикатов и силикатной промышленности. В период с 1918 по 1930 год И. Ф. Пономарев заведовал в Томском политехническом институте кафедрой минеральных веществ, а с 1921 по 1926 являлся одновременно и деканом химического факультета. После продолжительной командировки (октябрь 1926-май 1927) на силикатные заводы Западной Европы и ознакомления с технологией более чем ста предприятий силикатной промышленности Германии, Дании, Англии, Бельгии, Чехословакии и Италии И. Ф. Пономарёв развивает плодотворную деятельность по организации силикатных производств и научных учреждений, занятых химией и технологией силикатов. Он читает лекции в Ленинградском технологическом институте. В 1933 году в ТПИ он приступает к чтению курса «Технологии силикатов» (2—4 часа ежедневно) — лишь на 10 лет позже, чем это начали практиковать в Германии.
- В 1928 году он участвует в организации Уральского института силикатов (Свердловск) и Сибирской керамической станции при кафедре химической технологии минеральных веществ Томского технологического института (1921), которая в 1929 году была преобразована в Сибирский институт строительных материалов и переведена в Новосибирск.
- В 1929 году И. Ф. Пономарёв реорганизует кафедру химической технологии минеральных веществ в кафедру технологии силикатов. А. Т. Логвиненко (1903—2000) возглавлял кафедру технологии силикатов с 1939 по 1941 год, а с 1941 по 1943 год кафедрой руководил профессор К. И. Штауб.

Развитие традиций, заложенных И. Ф. Пономарёвым, продолжил его ученик профессор Пётр Григорьевич Усов (1905—1977), который заведовал кафедрой в период с 1943 по 1977 годы, когда окончательно были сформированы направления научных исследований кафедры, в основу которых было положено изучение особенностей, структуры и минерального составов новых перспективных месторождений силикатного сырья Сибирского региона и разработка технологий переработки природного и техногенного сырья для керамики, стекла и вяжущих материалов. Вместе с профессором П. Г. Усовым работали доценты А. В. Петров, Н. С. Дубовская, Н. Ф. Воронова, Э. А. Губер. По результатам исследований различных видов силикатного сырья Сибири сотрудники кафедры опубликовали ряд монографий. Стали докторами наук ученики П. Г. Усова В. А. Лотов, Н. А. Колпакова, В. М. Погребенков, П. М. Плетнев, Г. М. Азаров, В. Г. Безбородов.

### Институт химии силикатов
И. Ф. Пономарёв постоянно пропагандировал идеи расширения фундаментальных исследований, регулярно поддерживал связь с учреждениями, ответственными за исследования в области силикатов. Он был одним из инициаторов создания в конце 1940-х Института химии силикатов в Ленинграде. Вот слова из исторического очерка: «Вопрос об организации в системе Академии наук СССР Института химии силикатов неоднократно ставился рядом ведущих специалистов в стране: акад. И. В. Гребенщиковым, акад. АН УССР П. П. Будниковым, член-корр. Н. Н. Качаловым, акад. А. А. Лебедевым, проф. Ю. В. Морачевским, И. Ф. Пономарёвым и др.». А с конца 1960-х Иван Фёдорович состоял в переписке с директором Института химии силикатов им. И. В. Гребенщикова, признанным специалистом в этом разделе физической химии, в термодинамической теории и теории стёкол академиком М. М. Шульцем, с которым к тому времени был уже хорошо знаком. У исследователей, помимо «силикатной» темы, было достаточно много точек соприкосновения научных интересов: теория стёкол, растворы и др. В своих письмах Иван Фёдорович поддерживает мысль о более чётком разделении функций научно-исследовательских учреждений этого направления, которые, не являясь дублирующими по отношению к существующим отраслевым — были бы способны выполнять согласующую роль между теоретическими исследованиями и производством. Он пишет (4.VIII.1975 — в свои 93 года!) в одном из своих последних писем М. М. Шульцу: «Пришла пора приступить к решению вопроса об организации Института силикатной промышленности. Два института: ИХС и ИСП, дополняющие друг друга, создадут комплекс науки и техники для изучения силикатов и внедрения достижений в практику». Эта их общая мысль, завет И. Ф. Пономарёва, пусть не буквально, но была воплощена М. М. Шульцем, который в 1980-е годы добился расширения возможностей и универсальности вверенного его руководству института — было построено новое здание.

### ВХО. Школа. Труды
Свою научно-педагогическую работу сочетал с общественной деятельностью. Профессор И. Ф. Пономарев был активным деятелем ВХО, организатором химических обществ во всех учреждениях, с которыми была связана его научная жизнь (ещё в 1908 году — в Киевском ФХО, в 1918 — организовал в Томске химический кружок, преобразовавшийся впоследствии в Сибирское отд. РФХО, в 1939 — организовал Новочеркасское отд. ВХО, бессменным руководителем которого был, — создавал правления в Новосибирске, Кемерове, Орджоникидзе, Махачкале). Иван Фёдорович был почётным членом ВХО им. Д. И. Менделеева. В 1981 году ему присвоено звание Почётный химик СССР.
Много внимания И. Ф. Пономарёв уделял подготовке специалистов для промышленности строительных материалов, являлся научным руководителем аспирантов. Среди его учеников три академика, 10 докторов и более 100 кандидатов наук.
И. Ф. Пономарев имеет около 300 печатных работ, является автором многих научных статей, опубликованных в разных журналах. Автор 20 авторских свидетельств на изобретения.

## Звания и награды
- Член-корреспондент Академии строительства и архитектуры СССР (1957)
- Почётный химик СССР
- орден Ленина
- орден Трудового Красного Знамени
- орден Дружбы народов (24.05.1982)
- орден «Знак Почета» (03.04.1944)
- медали

## Труды И. Ф. Пономарёва
1909
- 1. Краткий обзор преподавания качественного анализа в Киевском политехническом институте. Киев. 1909. 13 с. Известия КПИ (Киевский политехнический институт). Т. IX. Кн. 3. 1909. С. 175
- 2. Процесс схватывания и твердения портландцемента с точки зрения учения о коллоидах. Известия КПИ. 1909

1910
- 3. Гофманская печь с особой конструкцией для окуривания сырца. — Вестник технологии химических строительных материалов. Т. 1. № 5-6. 1910. С. 39-45
- 4. Обжиг цемента на вращающихся печах. — Вестник технологии химических строительных материалов. Т. 1. № 1. 1910. С. 1-15
- 5. Общий ход качественного химического анализа без применения сероводорода. Киев. 1910. 29 с. Оттиск из «Известий КПИ»
- 6. Окуривание сырца в Гофманских печах. — Вестник технологии химических строительных материалов. Т. 1. № 10. 1910
- 7. Туннельные печи. — Вестник технологии химических строительных материалов. Т. 1. № 10. 1911
- 8. Об организации в Ростове на Дону Донского музея техники, торговли и промышленности. — Вестник технологии химических строительных материалов. Т. 1. 1911. № 3. С. 55, 56 (отдел хроники)
- 9. Производство кирпича в Киеве и его окрестностях. — Вестник технологии химических строительных материалов. Т. 1. № 1. 1911. С. 48-56
- 10. Производство цемента при обжиге на вращающейся печи. — Вестник технологии химических строительных материалов. Т. 1. № 4. С. 27-44; № 10-12. С. 1-11. 1911

1914
- 11. Обзор работ по кремниевым соединениям за 1910 и 1911 годы. — ЖРФХО. Т. 46. Вып. 2. 1914. Отд. II. С. 29-76.
- 12. Тройные системы силикатов. — Стеклозаводчик, СПб, 1914, УПКФ 15—19.
- 13. Mitteillungen aus dem Institut fur phisikalische Chemie der Universität Gottingen № 25. Über saure Natriumborate-Sonder-Abdruk aus Band 89 (1914) der Zeitschrift fur Ahorganische Chemie, s. 183—392. (Сообщения о кислом борате нагрня).

1917
- 14. Кислые бораты натрия. — Журн. русского физ.-хим-об-ва, т. 49, вып. 3—4, 1917, с. 229—240.

1921
- 16. Глины Сибири и их техническое применение. — В кн.: Сообщ. о науч.-техн. работах в республике. Вып. 6. М., 1921, с. 64—67.
- 17. Исследование системы Nа2О 2В2О3—ЗCaОР2О5 — В кн.: Сообщ. о науч.-техн. работах в республике. Вып. 6. М., 1921, с. 67—71.
- 18. Кристаллизация стекла в заводском масштабе. — В кн.: Сообщ. о науч.-техн. работах в республике. Вып. 6. М., 1921, с. 72—73.

19. Производство стеклянной химической посуды на Знаменском заводе (около Красноярска). — В кн.: Сообщ; о науч.-техн. работах в республике. Вып. 6. М., 1921, с. 71—72.
- 20. Производство фарфоровой химической посуды на Хайтинской фабрике (около Иркутска). — В кн.: Сообщ. о науч-техн. работах в республике. Вып. 6. М., 1921, с. 71.
- 21. Простой способ извлечения канифоли из сосны. — В кн.: Сообщ. о науч-техн. работах в республике. Вып. 6. М.,, 1921, с. 73—74.

1922
- 22. К вопросу о добыче природной соли в Сибири. — Жизнь Сибири, 1922, № 1, с. 73—75.
- 23. Сибирская керамическая станция. — В кн.: Сообщ. о науч.-техн. работах в республике. Вып. 8. Петроград, 1922. с. 33—36.
- 24. Шахтная печь для обжига цемента с разгрузными сводиками и подвижными колосниками. — Вестн. сибирских инженеров, т. IV, № 2, 1922, с. 17—24.

1923
- 25. Азотодобывающая промышленность — основа сельского хозяйства. — Вести, сибирских инженеров, т. 5, № 1. 1923, с. 16—29.
- 26. Производство портландцемента в Сибири. — Жизнь Сибири, .1923, № 1 (5), с. 164—173.
- 27. Стеклообразное состояние и расстекловывание // Известия Томского Технологического Института [Известия ТТИ]. — 1923. — Т. 44. — С. 42-.

1924
- 28. Обзор работ по кремнёвым соединениям за 1912 н 1913 гг. (Библиография). М., 1924, 92 с. (Тр. ин-та силикатов, вып. 9).
- 29. Третий Менделеевский съезд, — Вести, сибирских инженеров, 1924, т. 6, № 1.

1925
- 30. Выбор места для механизированных стеклоделательных заводов в Сибири. — Керамика и стекло, 1925, № 10, с. 367—369.
- 31. Глины Сибири и их технич. применение. — В кн.: Всесоюзный съезд стекл. и фарф. промышленности в Москве. 3—7 ноября (февр.), 1925.
- 32. Изучение процессов силикатной технологии на основании дисперсоидологии. — В кн.: Сообщ. о научн-техн. работах в республике. Вып. 20. Тр. IV Менделеевского съезда по чистой и прикладной химии. Л., 1925, с. 177—178.
- 33. 1 Исследование по способу принудительной кристаллизации. — В кн.: Сообщ. о научно-технических работах в республике. Вып. 20. Тр. IV Менделеевского съезда по чистой и прикладной химии. Л., 1925, с. 176.
- 34. О строительных материалах в Сибири. — В кн.: Протоколы и резолюции 3-го Всесоюзн. съезда промышленных и строит. материалов в Москве 25—31 янв, 1925 г.. М., 1925.
- 35. Принудительный метод кристаллизации стекла. — В кн.: Всесоюзн, съезд стекл. и фарфор. промышленности вМо скве 3—7 ноября, 1925 г. М.,1925.
- 36. Силикатная промышленность Сибири. — Предприятие, № 3, 1925, прилож. № 2.
- 37. Состояние стекольной промышленности в Сибири. — Б кн.: Всесоюзн. съезд стекл. и фарфор, промышленности в Москве 3—7 ноября 1925 г. М., 1925.
- 38. Стеклоделательные заводы в Сибири. — Керамика и стекло, 1925, № 3—4, с. 59—67.
- 39. II Теория стекла. — В кн.: Сообщ. о науч.-техн. работах в республике. Вып. 20. Тр. IV Менделеевского съезда по чистой и прикладной химии. Л., 1925, с. 176—177.
- 40. Физико-химические процессы образования клинкера и твердение цемента с точки зрения дисперсоидологии. — В кн.: Протоколы и резолюции 3-го Всесоюзн. съезда промышленных и строит. материалов в Москве 25—31 янв. 1925 г. М., 1925.
- 41. Химия кремния и её значение для промышленности. — В кн.: Сообщ. о науч.-техн. работах в республике. Вып. 20. Тр. IV Менделеевского съезда по чистой и прикладной химии. Л., 1925, с. 177.

1926
- 42. Исследование системы асбест—цемент. — Строительная промышленность, 1926, № 1, с. 13—15.
- 43. Исследование системы слюда—цемент. — Строительная промышленность, 1926, № 11, с. 761—762. (Совместно с К. Н. Картышевым).
- 44. Химия кремния. — Технико-эконом. вести., 1926, т. 6, № 10, с. 640—647.
- 45. Untetsuchungen des glasigen Zustandes durch Zwangs Kristallisation — Sonder — abdruck, Band 155, 1926. anorganische und alldemeine Chemie, s. 283—290. (Опыты стекловидного состояния путём принудительной кристаллизации).

1927
- 46. К теории окраски стекол. — Журн. прикладной физики, т. IV, вып. 3, 1927, с. 31—34.
- 47. О механизации сибирских стеклоделательных заводов. — Керамика и стекло, 1927, № 12, с. 410—411.
- 48. Промышленность огнеупорных материалов в Западной Европе. (Из материалов заграничной командировки). — Керамика и стекло, 1927, № 9—10, с. 328—334.
- 49. Сибирская силикатная промышленность. — Вести, сибирских инженеров, Томск, 1927, № 7—8, с. 32, № 9—10, с. 26—52.
- 50. Силикатная промышленность в Западной Европе. — Тр. 1-го Сибирского краев науч-исслед. съезда. Томск, 1927, с. 315—320, 4 фото.
- 51. Уральский институт силикатов. — Уральский техник, 1927, № 1, с. 3—15.

1928
- 52. К вопросу о рациональном обжиге на шахтных печах. — Тепло и сила, 1928, № 2, с. 13—17.
- 53. К вопросу организации в СССР общества изучения керамики и стекла. — Керамика и стекло, 1928, № 6, с. 124—125.
- 54. К теории окраски стекла. Положение хромофоров стекла в периодической системе Менделеева. — Керамика и стекло, 1928, № 1, с. 18—20.
- 55. Новости в цементной технике. — Жизнь Сибири, 1928, № 6, с. 97.
- 56. Новый проект динасового завода. — Уральский техник, 1928, № 5, с. 1—8.
- 57. Развитие силикатной промышленности и подготовка технических кадров. — Керамика и стекло, 1928, № 12, с. 332—335.
- 58. Сибирская керамическая станция. — Жизнь Сибири, 1928. № 6, с. 112.
- 59. Шлакобетон при высокой температуре. — Строительная промышленность, 1928, № 5, с. 337—338.

1929
- 60. Евсинская фарфоровая глина. — Керамика и стекло,

1929. № 11, с. 435—436.
- 61. К вопросу о работе Краевого комитета по химизации Сибирского края. — Жизнь Сибири, 1929, № 11—12, с, 84—87.
- 62. Механизированный завод оконного стекла в г. Верхнеудинске. — Керамика и стекло, 1929, № 11, с. 402—412.
- 63. Непластичные сырые материалы керамических масс. — Керамика и стекло, 1929, № 11, с. 445—446.
- 64. О спаиваемости стекол. — Керамика и стекло, 1929, № 12, с. 452—453.
- 65. Об организации силикатного отделения при химическом факультете одного из вузов. — Строительная промышленность, 1929, № 1, с. 90.
- 66. Огнеупорные материалы. Атлас чертежей. Томск, 1929, 60 с.
- 67. Петр Михайлович Марков (некролог). Памяти друга. — Журн. прикладной химии, 1929, т. 2, № 6, с. 817—822.
- 68. Работа туннельной печи для обжига фарфора на Хайтинской фарфоровой фабрике «Сибфарфор». — Керамика и стекло, 1929, № 9, с. 322—324.
- 69. Сибирская керамическая станция в Томске. — Керамика и, стекло, 1929, № 7—8, с. 295—296.
- 70. Схема процесса образования фарфора. — Керамика и стекло, 1929, № 1, с. 17—19.
- 71. Уральский институт силикатов. — Минеральное сырье, 1929, т. IV, № 7, с. 839—840.
- 72. Фарфоровая фабрика на Урале. — Хозяйство Урала, 1929, № 7, с. 58—64.
- 73. Фигуры травления стекла плавиковой кислотой. — Керамика и стекло, 1929, № 7—8, с. 257—259. (Совместно с Логвиненко А. Т.).
- 74. Физическая химия силикатов. — Керамика и стекло, 1929, № 7—8, с. 307—308.

1930
- 75. Армированная футеровка для вращающихся печей.— Строит, материалы, 1930, № 6, с. 36—39.
- 76. Журнал реологии. (Библиография). — Керамика и стекло, 1930, № 3, с. 158—159.
- 77. Железобетонное судостроение для сибирских рек. — За индустр. Сибири, 1930, № 3.
- 78. Изучение брака при производстве фарфора. — Керамика и стекло, 1930, № 6, с. 30—32.
- 79. Литература по стеклу (Библиография). — Керамика и стекло, 1930, № 3, с. 159.
- 80. Литература по химии и технологии силикатов (Библиография). — Керамика и стекло. 1930, № 9, с. 456—458.
- 81. Литература по эмалям. — Керамика и стекло, 1930, № 9, с. 458—459.
- 82. О созыве в Сибири VII Менделеевского съезда. — Жизнь Сибири, 1930, № 5, с. 101—103.
- 83. О созыве сибирской конференции химиков. — Химия и хозяйство, 1930, № 10—11, с. 137—152.
- 84. Печи без свода для обжига кирпича. — За индустриализацию Сибири, 1930, № 1, (4), с. 52—57. Строительная промышленность, 1930, № 8/9, с. 714—717.
- 85. Постройка кирпичного завода в Томске. — Строит. материалы, 1930, № 11—12, с. 145—148.
- 86. Причины появления камня в стекле сибирских стеклоделательных заводов. — За индустриализацию Сибири, 1930, № 10, с. 45—46. (Совместно с Логвиненко А. Т.).
- 87. Работа Сибирской керамической станции и Сибирского института строительных материалов. — В кн.: Тр. 1-й Сибирской инженерно-технической конференции по строительству. (Дек. 1929 г.) Новосибирск, 1930, с. 89—97.
- 88. Сибирская промышленность огнеупорных изделий. — Строит, материалы, 1930, № 9—10, с. 184—191; Жизнь Сибири, 1930, № 9—10, с. 39—49.
- 89. Силикатный кирпич. Отвердение смеси песка и извести при нагревании в паровом пространстве под давлением. — Строит, материалы, 1930, № 9—10, с. 127—133.
- 90. Техническое состояние Яшкинского цементного завода. — За индустриализацию Сибири, 1930, № 5.
- 91. Химия кремния — основа силикатной промышленности. — Керамика и стекло. (Популярное приложение). 1930, № 7—8, с. 34—37.

1931
- 92. Исследование Омских глин для производства мостового клинкера. — Строит, материалы, 1931, № 1, с. 74—78. (Совместно с Жилязовским В. П.).
- 93. Научная работа кафедры. — Бюлл. каф. технологии силикатов СХТИ. Томск, издатком вузов, 1931, с. 50 — 53 (стеклограф).
- 94. Новости в развитии специальности. — Бюллетень каф. технологии силикатов СХТИ. Томск, издатком вузов, 1931, с. 3—5 (стеклограф).
- 95. Обзор литературы по кремниевым соединениям за 1914, 1915, 1916 и 1917 годы. Томск, 1931, 77 с. (Всесоюзн. науч.-исслед. ин-тут строит, материалов минерального сырья (ВИСМ). Труды, вып. 2).
- 96. Огнеупорные материалы. Специальный курс в кратком изложении. Томск, 1931, 182 с.
- 97. Окончившие по специальности технологии силикатов с 1919 г. — Бюлл. каф. технологии силикатов СХТИ. Томск, издатком вузов, 1931, с. 39—43 (стеклограф).
- 98. Проблема производства силикатов натрия. — Химия и соц. хоз-во, 1931, № 11—12, с. 54—58.
- 99. Работа (сибирского) института стройматериалов в 1931 г. — За индустриализацию Сибири, 1931, № 1 (16), с. 27—29.
- 100. Работа кафедры технологии силикатов в разрешении проблемы Кузбасса. — Бюлл. каф. технологии силикатов СХТИ. Томск, издатком вузов, 1931, с. 46—48 (стеклограф).
- 101. Связь кафедры с промышленностью. — Бюлл. каф. технологии силикатов СХТИ. Томск, издатком вузов, 1931, с. 43—46 (стеклограф).
- 102. Строительные материалы минерального происхождения Кузбасса. Новосибирск, ОГИЗ, 1931. 68с.

103. Химия силикатов — основа силикатной промышленности. — Украинские силикаты, 1931, № 6, с. 148—155.
1932
- 104. Дисперсоидология как основа для изучения технологии силикатов. — В кн.: VI Менделеевский съезд по общей и прикладной химии. Рефераты докл., ч. I. Л., 1932, с. 344—346. (Сообщ. о науч.-техн. работах в республике. Вып. 31).
- 105. К вопросу о развитии фарфоро-фаянсовой промышленности Сибири во второй пятилетке в связи с УКК — Керамика и стекло, 1932, № 7, с. 28.
- 106. Можно ли считать стекло коллоидом. — Керамика и стекло, 1932, № 12, с. 11—12.
- 107. Перспективы развития стекольной промышленности в Сибири. — Керамика и стекло. 1932, № 1, с 10—12.
- 108. Производство стекла (Библиография). — Гутта и горн. Л., 1932, № 10, с. 31.
- 109. Производство цемента из сибирских твердых известняков с предварительным обжигом известняка. — Соц. хоз-во. Зап. Сибири, № 3, 1932, с. 20—21.
- 110. Производство цемента из твердых известняков с предварительным обжигом известняка. — Строит, материалы, 1932, № 1, с. 19—22.
- 111. Рационализация выбора системы печи для обжига изделий силикатной промышленности. — В кн.: Тр. Первого краевого энергетического съезда Зап. Сибири. 18—22 июня 1932 г. Новосибирск, 1932, с. 422—455, 2 схема.
- 112. Системы силикатов и их применение в технологии силикатных производств. — В кн.: VI Менделеевский съезд по общей и прикладной химии. Рефераты докл., ч. I., Л., 1932, с. 343—344. (Сообщ. о науч.—техн. работах в республике, вып. 31)
- 113. Химия кремния и её приложение к технике. — В кн.: VI Менделеевский съезд по общей и прикладной химии. Реф. докл., ч. I, Л., 1932, с. 343 (вып. 31). '

1933
- 114. Одна из глин города Омска как природное сырье для производства керамзита. — Тр. Сиб. науч.-исслед. ин-та сооружений, вып. 1, 1933, с. 125.
- 115. Стеклообразное состояние и расстекловывание. — В кн.: Строение стекла. Сб. статей. М.—Л., Госхимтехиздат, 1933, с. 58.
- 116. Энциклопедия керамической промышленности. А. Сирль. (Библиография и критика). — Керамика и стекло, 1933, № 1, с. 26—28.

1934
- 117.  Влияние сернокислого магния на прочность магнезиального цемента // Известия Сибирского Химико-Технологического Института [Известия СХТИ]. — 1934. — Т. 3, вып. 1. — С. 27-36. (Совместно с Якимовым М. П.).
- 118. Прибором А. Т. Логвиненко необходимо пользоваться при работе на машинах Фурко. — Керамика и стекло. 1934. № 4, с. 18.
- 119. Строение и термохимия силикатов. — Тр. VI Менделеевского съезда, т. 2, ч. 1, 1934, с. 425.

1935
- 120. Огнеупорные материалы. 2-е изд. неправ, и перераб. Спец. курс, М., Металлургиздат, 1935, 500 с.
- 121. Перспективы развития силикатной промышленности и роль силикатов в технике будущего. — Минеральное сырье, 1935. № 9, с. 62.
- 122. Справочник тематики и литературы по строительным материалам и огнеупорам за 1930—35 гг. Е. М. Романовский (Библиография). — Огнеупоры, 1935, № 5, с. 398—400.
- 123. Томский дом ученых в Кемерово. — За промышленные кадры, 1935, № 24, с. 74—76.
- 124. Химия стеклоделия. П. Н. Григорьев. (Библиография). — Керамика и стекло. 1935, № 8, с. 41.

1939
- 125. О пластичности. — Керамика, 1939, № 7, с. 1—7..

1940
- 126. О механизации в силикатной промышленности. — Промть строительных материалов, 1940, № 10—11, с. 51—54.
- 127. Служба огнеупоров в термоантрацитовых печах. — В кн.: Тезисы докл. на 3-й науч-техн. конфер. по обмену опытом в области производства и применения термоантрацита с участием энергоинститута АН СССР, 28 нюня — 2 июля 1940 г. в г. Новочеркасске. Новочеркасск, 1940, с. 12—13.

1941
- 128. Измерение пластичности гетерогенных систем. — В кн.: НИИ. Науч.-техн. сессия по итогам науч.-исслед. работ 1.940 г. (20—22 марта 1941 г.). Тезисы докл. Новочеркасск, 1941, с. 90—91.
- 129. Нахождение состава легкоплавких глазурей по методу Пономарева (используя диаграммы плавкости силикатных систем). — В кн.: НИИ. Науч.-техн. сессия по итогам науч.-исслед. работ. 1940 г. (20—22 марта 1941 г.) Тезисы докл. Новочеркасск, 1941, с. 88—89.
- 130. Определение скорости износа огнеупоров при службе в печах. — В кн.: НИИ. Науч.-техн. сессия по итогам науч.-исслед. работ 1940 г. (20—22 марта 1941 г.). Тезисы докл. Новочеркасск, 1941, с. 91—92.
- 131. Разработка конструкции высоковольтного изолятора. — В кн.: НИИ. Науч.-исслед. работ. 1940 г. (20—22 марта 1941 г.). Тезисы докл. Новочеркасск, 1941, с. 89—90. (Совместно с Франк Г. А., Гавришенко Ю. И.).
- 132. Разработка конструкций печей для обжига керамических масс. — В кн.: НПИ. Науч.-техн. сессия по итогам науч.-исслед. работ 1940 г. (20—22 марта 1941 г.) Тезисы докл. Новочеркасск, 1941, с. 92—93. (Совместно с Баландиной В. В., Басьяс И. П., Нестерчук 3. И., Фирсовой Т. Н., Ерицпоховым Р. Г., Шотенбергом С. М.).
- 133. Строение стекла. — Бюлл. Всесоюзн. химического о-ва им. Д. И. Менделеева, 1941, № 3, с. 30.

1942
- 134. Измерение пластичности гетерогенных систем. — Науч.-техн. бюлл. Всесоюзн. о-ва им. Д. И. Менделеева, 1942, № 4, с. 13—14.
- 135. Пластичность гетерогенных систем. — Науч.-техн. бюлл. Всесоюзн. химического о-ва им. Д. И. Менделеева, 1942, № 5—6,с. 17—23.

1944
- 136. Химия кремния. Гетерогенные системы силикатов. — В кн.: Сообщ. о науч. работах Всесоюзн. химического о-ва им. Менделеева, вып. 1, М.—Л., 1944, с. 12—17.

1946
- 137. Кремний в живых организмах. — В кн.: Сообщ. о науч. работах членов Всесоюзн. хим. о-ва им. Д. И. Менделеева. Вып. 2, 1946, с. 21—23.
- 138. Применение диаграмм плавкости для изучения дисперсных силикатных масс. — В кн.: Конфер. науч. работников Дона и Сев. Кавказа. Тезисы докл. по химич., геол.-почв. н биол. наукам, 1946, с. 28.
- 139. Силикатная промышленность на базе сырьевых ресурсов Ростовской области и Северного Кавказа. — В кн.: Конфер. науч. работников Дона и Сев. Кавказа. Тезисы докл. по физ.-мат., хим. и геол.-поч.в. наукам, 1946, с. 55—57.
- 140. Стекло и его свойства. — В кн.: Конфер. науч. работников Дона и Сев. Кавказа. Тезисы докл. по химич., геол.-почв. и биологич. наукам, 1946, с. 24.
- 141. Химическая кинетика процессов, протекающих в силикатных массах при высоких температурах. — В кн.: Конфер. науч. работников Дона и Сев. Кавказа. Тезисы докл. по физ.-мат., хим. и геол.-почв. наукам, 1946, с. 34—35.

1949
- 142. Химия дисперсных силикатных систем. — В кн.: Тр. сессии и ВНИТО силикатной промышленности о достижениях советской науки в области силикатов за 30 лет. М., Промстройиздат, 1949, с. 7—13.

1950
- 143. Студнеобразный слой в дисперсных силикатных системах. — В кн.: Тезисы докл. на Всесоюзн. конфер. по коллоидной химии. 13—18 июня 1950 г. Киев, АН УССР, 1950, с. 126.

1953
- 144. Исследование кристаллизации стекла методом стабильного падения температур. — В кн.: Вопросы петрографии и минералогии, т. II. М., 1953, с. 306—320. (АН СССР).
- 145. Определение текучести цементных шламов. — В кн.: Физическая химия силикатов. Цемент, эмаль. М., Промстройиздат, 1953, с. 3—9 (НПИ, Сб. трудов, вып. 24 (38). (Совместно с Хрипковой Г. А.).
- 146. Свойства силикатных суспензий шликеров и шламов. — В кн.: Тезисы докл. на Всесоюзн. конфер. по коллоидной химии. Янв. 1953 г. Минск, 1953, с. 45. (АН БССР).

1955
- 147. За дальнейшее развитие науки о стекле. — В кн.: Строение" стекла. Тр. совещ. по строению стекла. Л, Изд-во АН СССР, 1955, с. 352—358.
- 148. Образование жидкой фазы при обжиге. — К кн.: Тезисы докл. к совещ. по химии цемента, организованному комиссией по проблемам строительства АН СССР и ВНИТО силикатчиков. Москва, янв. 1955 г. М., 1955.
- 149. Применение диаграмм плавкости равновесных силикатных систем для характеристики процессов, изучаемых в технологии силикатов. — В кн.: Тезисы докл. и выступлений па 3-м Всесоюзном совет,, по физ.-хим. анализу. Москва, 1—5 июля. М., Изд.-во АН СССР, 1955, с. 116.

1956
- 150. Замена асбеста шлаковой ватой при производстве асбестоцементных изделий. — Науч. тр. НПИ, т. 27 (41), 1956, с. 143—145. (Совместно с Азелицкой Р. Д., Гудаковой М. М.).
- 151. Комплексное использование силикатного сырья в Ростовской области. — В кн.: Тезисы докл. на конфер. по изучению природных ресурсов и путей развития производительных сил Ростовской обл. Ростов-на-Дону, 1956, с. 20—22.
- 152. Свойства силикатных суспензий (шликеры и шламы). — Изв. АН Белорус. ССР. Серия физ.-техн. наук, 1956, № 4, с. 139—144 .

1958
- 153. (Рец.) Бутт Ю. М. Технология цемента и других вяжущих материалов. — Цемент, 1958, № 1, с. 31—32. (Совместно с Грачьян А. Н.).
- 154. Перспективы развития химии кремния. — В кн.: VIII Менделеевский съезд по общей и прикладной химии. Секция химии и технологии силикатов. Рефераты докл. и сообщ. № 11. М, 1959, с. 11—12.
- 155. "'Свойства дисперсных силикатных систем. — В кн.: Тр. 5-го совещ. по экспериментальной и технической минералогии и петрографии 26—31 марта в Ленинграде. М., АН СССР, 1958.

1960
- 156. Значение стеклообразующей фазы в формировании керамического черепка и цементного клинкера. — Стеклообразное состояние. Тр. III Всесоюзного совещания. Ленинград. 16—20 ноября 1959, М.—Л., 1960, с. 405—406.
- 157. Испытания строительных материалов по резонансному методу. — В кн.: Совещ. по обмену опытом работы и повышению науч-техн. уровня работников центральных заводских лабораторий силикатной промышленности. Тезисы докл. Минск, 18—22 окт. 1960 г. Минск, 1960, с. 6—7. (Совместно с Рождественским С. С.) .
- 158. Физико-химические процессы в дисперсных силикатных системах. — В кн.: Тезисы докл. на 4-м Всесоюзн. оовещ. по физ.-хим. анализу в Москве 7—10 дек. 1960 г. М., 1960, с. 117—118. (Ин-тут общей и неорганической химии и ин-тут металлургии АН СССР).

1961
- 159. Исследование бетонов на щелочесодержащих цементах и заполнителях с активным кремнеземом. — Бетон и железобетон, 1961, № 8, с. 370—373. (Совместно с Азелицкой Р. Д.).
- 160. Исследование структурных изменений гидратированного цемента резонансным методом. — Цемент, 1961, № 5, с. 18—21. (Совместно с Рождественским С. С.).
- 161. Исследование цементных растворов, приготовленных из щелочесодержащих цементов и заполнителей с активным кремнеземом. — Бетон и железобетон, 1961, № 8, с. 370—373.
- 162. Кремнеорганические соединения в биохимических процессах. — В кн.: Химия и практическое применение кремнеорганических соединении. Тр. конфер. Вып. 6. Докл., дискуссии, решения. Л., 1961, с. 227—231 (АН СССР, ин-тут химии силикатов).
- 163. XV Всесоюзное гидрохимическое совещание (Новочеркасск, май 1961 г.) — Журн. Всесоюзн. хим. о-ва им. Менделеева, т. 6, № 6, 1961, с. 702. (Совместно с Дацко В. Г., Фесенко Н. Г., Бражниковой Л. В.).

1962
- 164. Дисперсные силикатные системы. — К кн.: Сев.-Кав. Совет по координации и планированию науч.-исслед. работ по техн. и естеств. наукам. Тезисы докл. 1-й науч. сессии. Новочеркасск, 1962, с. 52—53.
- 165. Исследование процессов, протекающих на поверхности зерен песка различной степени дисперсности при гидротермальной обработке известково-песчаных изделий. Тр. НПИ, т. 129, 1962, с. 63—69. (Совместно с Хрипковой Г. А.).
- 166. Исследование свойств молотой негашёной извести из Новочеркасского известняка-ракушечника. — Тр. НПИ, т. 129, 1962, с. 71—78. (Совместно с Хрипковой Г. А.).
- 167. Исследование теплостойкости гидротированных цементов при невысоких температурах резонансным методом. — Тр. НПИ, т. 129, 1962, с. 35—44. (Совместно с Рождественским С. С.).
- 168. Неравновесные дисперсные силикатные системы. — Б кн.: Тр. шестого совещ. по экспериментальной и технической минералогии и петрографии. 11—14 апр. 1961 г. М., 1962, с, 179—180.

1963
- 169. Армирование гипса стекловолокном. — Тр, НПИ, т. 154, 1963, с. 79—84. (Совместно с Ярокер X. Г.).
- 170. Влияние щелочей и активного SiО2 на процесс гидратации силикатов кальция. — В кн.: НПИ. Докл. (тезисы) на науч. сессии хим.-технол. фак-та. Февраль 1963 г. Новочеркасск, 1963, с. 16—18. (Совместно с Черных В. Ф., Азелицкой Р. Д.).
- 171. Влияние щелочей К2О и Nа2O на процесс минералообразования и гидратации силикатов кальция. — Цемент, 1963, № 5, с. 7—8. (Совместно с Черных В. Ф., Азелицкой Р. Д., Мандрыкиным Ю. И.).
- 172. Изучение процесса гидратации силикатов кальция и влияние на него калиевой щелочи. — Тр. НПИ, т. 154, 1963, с. 15—25. (Совместно с Черных В. Ф., Азелицкой Р. Д.).
- 173. Изучение систем клинкерообразующие соединения — вода 1. Влияние щелочей и активного кремнезема на процесс гидратации силикатов кальция. — Изв. высш. учебн. заведений. Химия и химическая технология, т. 6, вып. 5, 1963, с. 834—840. (Совместно с Черных В. Ф., Азелицкой Р. Д.).
- 174. Научный труд по петрографии асбестоцемента. — Строительные материалы, 1963, № 1, с. 36—37. (Совместно с Азелицкой Р. Д. и Мальцевым Л. В.).
- 175. Экономическая эффективность добавки гипса в производстве автоклавных силикатных изделий. — В кн.: НПИ. окл. (тезисы) на науч. сессии хим.-технол. фак-та. Февр. 1963 г. Новочеркасск, 1963, с. 21—22. (Совместно с Хрипковой Г. Д.).
- 176. Экспериментальное определение металлического железа в цементе. — Заводская лаборатория, 1963, № 2, с. 1963. (Совместно с Грачьян А. Н. и Гайджуровым П. П.).

1964
- 177. Бархатные пески — ценный строительный материал. — Строительство и архитектура Средней Азии, 1964, № 9, с. 32—33. (Совместно с Джигирис Д.).
- 178. Влияние катионов и анионов минерализаторов на процесс образования цементного клинкера. — 3 кн.: НПИ. Тезисы докл. науч. сессии хим.-технол. фак-та. Март 1964 г. Новочеркасск, 1964, с. 25—26. (Совместно с Зубехиным А. П., Грачьян А. Н.).
- 179. Влияние минерализаторов на процесс клянкерообразования. — Цемент, 1964, № 4, с. 3—4. (Совместно с Грачьян А. Н и Зубехиным А П.).
- 180. Влияние состава газовой среды на формирование цементного клинкера и его свойства. — В кн.: Тезисы докл. науч. сессии хим.-технол. фак-та. Март 1964 г. Нозочеркасск, 1964, с. 26—28. (Совместно с Гайджуровым П. П., Грачьян А. Н.).
- 181. Влияние щелочей на физико-химические процессы при гидратации силикатов кальция. — Журн. Всесоюзн. химич. о-ва. им. Менделеева, т. 9, № 5, 1964, с. 595. (Совместно с Черных В. Ф., Азелицкой Р. Д.).
- 182. Изучение процесса твердения цемента в растворах сернокислых солей натрия и калия и влияние на него активного кремнезема. — В кн.: НПИ. Тезисы (докл.) науч. сессии хим.-технол. фак-та. Март 1964 г. Новочеркасск, 1964, с. 30—31. (Совместно с Черных В. Ф., Азелицкой Р. Д.).
- 183. Изучение систем клинкерообразующие соединения—вода. Влияние окислов натрия, калия и активного кремнезема на процесс гидратации в C3A—C4AF системе. — Изв. высш. учебн. заведений. Химия и химическая технология, т. 7, № 6, 1964, с. 976—981. (Совместно с Черных В. Ф., Азелицкой Р. Д.).
- 184. Применение магнитного метода для определения содержания металлического железа в белом портландцементе. — Изв. высш. учебн. заведений. Химия и химическая технология, т. 7, вып. 2, 1964, с. 341—343. (Совместно с Грачьян Л. Н., Гайджуровым П. П.).

1965
- 185. Влияние различных газовых сред при обжиге клинкера белого портландцемента на его свойства. — В кн.: Технология белого и цветных цементов (Сб. статей). Ростовское кн. изд-во, 1965, с. 41—49. (Совместно с Грачьян А. Н., Гайджуровым П. П.).
- 186. Влияние различных газовых сред при обжиге на свойства клинкера белого цемента. — Цемент, 1965, № 3, с. 8—9. (Совместно с Грачьян А. Н., Гайджуровым П. П.).
- 187. Влияние режима сушки отбеленного в воде клинкера на его свойства. — В кн.: Технология белого и цветных цементов. (Сб. статей) Ростовское кн. изд-во, 1965, с. 71—77. (Совместно с Грачьян А. И., Ротыч Н. В.).
- 188. Влияние состава газовой среды на формирование железосодержащей фазы портландцементного клинкера. — В кн.: Исследования в области химии силикатов и окислов. М.—Л., 1965, с. 271—276. (Совместно с Грачьян А. Н., Гайджуровым П. П.).
- 189. Влияние электролитов на коагуляцию коллоидного раствора кремнёвой кислоты. — Коллоидный журн., т. XXVII, № 5, 1965, с. 745—748. (Совместно с Приходченко Н. А., Азелицкой Р. Д.).
- 190. Научные основы подбора минерализаторов для обжига сырьевой смеси белого портландцемента. — В кн.: Технология белого и цветных цементов. (Сб. статей). Ростовское кн. изд-во, 1965, с. 21—30. .(Совместно с Грачьян А. Н., Зубехиным А. П.).
- 191. Некоторые вопросы химии и технологии белого портландцемента. — В кн.: Тезисы докл. на Всесоюзн. совещ. по химии и технологии цемента. Апр. 1965 г. (Москва). 1965, с. 62—64. (Совместно с Грачьяя А. Н., Гайджуровым П. П., Довыборовой Л. Н., Зубехиным А. П.).
- 192. Об эффективности влияния минерализаторов на процесс клинкерообразования. — В кн.: Исследования в области химии силикатов и окислов. М.—Л., 1965, с. 264—270. (Совместно с Грачьян А. Н., Зубехиным А. П., Мандрыкиным. Ю. И.).
- 193. Рассказывает современник Менделеева. — Химия и жизнь, 1965, № 7—8, с. 91.
- 194. Семинар по технологии белого и цветных цементов. — Журн. Всесоюзн. хим. о-ва им. Д. И. Менделеева, т. X, № 5, 1965, с. 586. (Совместно с Баландиной В. В.).
- 195. Сферолиты с периодической кристаллизацией стекла. — В кн.: Стеклообразное состояние. Тр. 4-го Всесоюзн. совещ. Ленинград, 16—21 марта 1964 г. М.,—Л., 1965, с. 409—410.
- 196. Эффективные методы отбеливания клинкера белого портландцемента. — В кн.: Технология белого и цветных цементов. (Сб. статей). Ростовское кн. изд-во, 1965, с. 123—135. (Совместно с Грачьян А. Н., Калашниковым А. П.).

1966
- 197. Взаимодействие щелочесодержащих цементов с заполнителями в мелкозернистом бетоне. — Бетон и железобетон, 1966, № 6, с. й0—23. (Совместно с Азелицкой Р. Д., Черных В. Ф.).
- 198. Влияние добавки солей щелочных и щелочноземельных металлов на коагуляцию коллоидного раствора кремниевой кислоты. — В кн.: Тезисы докл. на Второй Сев.-Кав. науч.-техн. конфер. по химии и хим. технологии. Янв. 1966 г. Ростов-на-Дону, ЦБТИ, 1966, с. 106. (Совместно с Приходченко Н. А., Азелицкой Р. Д.).
- 199. Влияние малых добавок электролитов на физико-химические процессы в системе окись кальция SiO2—H2O — В кн.: НПИ. Докл. (тезисы) на науч. конфер. хим.-технол. фак-та. Май 1966 г. Новочеркасск, 1966, с. 50—51. (Совместно с Приходченко Н. А., Азелицкой Р. Д.).
- 200. Влияние минерализующих добавок на процесс образования цементного клинкера в зависимости от электроотрицательности катиона и аниона минерализатора. — В кн. Докл. АН СССР, т. 166, № 2, 1966, с. 410—412. (Совместно с Грачьян А. Н., Зубехиным А. П.).
- 201. Влияние окислов некоторых переходных элементов на структуру и свойства белого портландцемента. — В кн.: НПИ. Докл. (тезисы) на науч. конфер. хим.-технол. фак-та. Май 1966 г. Новочеркасск, 1966, с. 48—50. (Совместно с Ротыч Н. В., Грачьян А. Н.).
- 202. Зависимость процесса обжига цементного клинкера от гранулометрического состава сырья. — Цемент, 1966, № 6, с. 7—8. (Совместно с Локоть А. А., Азелицкой Р. Д.)
- 203. Закономерности во влиянии минерализаторов на процесс образования клинкера белого портландцемента (на нем. яз.) — Silikattechnik, 1966, № 1, с. 12—14. (Совместно с Грачьян А. Н., Зубехиным А. П.).
- 204. Исследование двухступенчатого способа отбеливания цементного клинкера. — К кн.: Тезисы докл. на второй Сев.-Кав. науч-техн. конфер. по химии и хим. технологии. Янв. 1966. Ростов-на-Дону, 1966, с. 111—112. (Совместное Калашниковым А. П., Грачьян А. Н.).
- 205. Исследование фазового состава цементного клчнкера в зависимости от характера газовой среды при обжиге. — В кн.: Тезисы докл. на второй Сев.-Кав. науч.-техн. конфер. по химии и химич. технологии. Янв. 1966 г. Ростов-на-Дону. 1966, с. 110—111. (Совместно с Гайджуровым П. П., Грачьян А. Н.).
- 206. Кремний в живом организме. — Природа, 1966, № 5, с. 65—67.
- 207. Незаконченные химические процессы при обжиге силикатных изделий. — В кн.: Тезисы докл. на второй Сев.-Кав. науч.-техн. конфер. по химии и хим. технологии. Япв. 1966 г. Ростов-на-Дону, ЦБТИ, 1966, с. 104.
- 208. Роль щелочного компонента цементного клинкера в коррозии растворов и бетонов. — В кн.; Тезисы докл. на второй Сев.-Кав. науч-техн. конфер. по химии и хим. технологии. Янв. 1966 г. Ростов-на-Дону, ЦБТИ, 1966, с. 110. (Совместно с Черных В. Ф., Локоть А; А., Азелицкой Р. Д.).
- 209. Фазовый состав цементного клинкера при обжиге щелочесодержащего сырья с добавкой гипса. — В кн.: НПИ. Докл. (тезисы) на науч. конфер. хим.-технол. фак-та. Май 1966 г. Новочеркасск, 1966, с. 47—48. (Совместно с Локоть. А. А., Азелицкой Р. Д.).
- 210. Эффективные способы отбеливания клинкера. — Цемент, 1966, № 4, с. 11—12. (Совместно с Грачьян А. Н., Калашниковым А. П.).

1967
- 211. Влияние структурных изменений в стекловидной фазе клинкера белого портландцемента на его белизну. — Silikattechnik, 1967 № 6, с. 186—188. (Совместно с Грачьян А. Н. и Калашниковым А. П.).
- 212. Влияние щелочей на образование фаз при обжиге цементного клинкера. — Изв. высш. учеб. заведений. Химия и хим. технология, т. X, вып. 7, 1967, с. 808—811. (Совместно с Локоть А. А., Азелицкой Р. Д.).
- 213. Влияние щелочных окислов на процесс обжига портландцементного клинкера. — В кн.: «Технология и свойства специальных цементов». (Тр. Всесоюз. совещ. по химии и технологии цемента, 1965). М., Изд-во лит-ры по строительству, 1967, с. 93—96. (Совместно с Азелицкой Р. Д., Локоть А. А., Черных В. Ф.).
- 214. Изменение состава воды Баталинского источника при взаимодействии с окисью алюминия. — Тр. НПИ, Новочеркасск, 1967, т. 164, с. 68—71. (Совместно с Дуровым С. А.).
- 215. Механические свойства кристаллических силикатов, производимых в технике. — Минералогический сб. (Львовского Госуниверситета), 1967; № 21, вып. 4, с. 414—415.
- 216. Некоторые вопросы химии и технологии белого портландцемента. — В кн.: Технология и свойства специальных цементов. (Тр. Всесоюзн. совещ. по химии и технологии цемента, 1965). М., Изд-во лит-ры по строительству, 1967, с. 419—424. (Совместно с Грачьян А. Н., Гайджуровым П. П., Довыборовой Л. Н., Зубехиным А. П.).
- 217. Ядерные свойства кремния. (Краткий обзор иностранной литературы). — Тр. НПИ, Новочеркасск, 1967, т. 164, с. 92—97. (Совместно с Торгашевым П. Д.).

1968
- 218. Влияние двуокиси титана на структуру и свойства клиакера белого портландцемента. — В сб.: «Химич. технология», Изд. Харьковского Госуниверситета, 1968, вып. 10, с. 75—78. (Совместно с Грачьян А. Н. и Ротыч Н. В.).
- 219. Влияние железистой части на вязкость жидкой фазы, образующейся при обжиге портландцементного клинкера. — Журн. прикл. химии, т. 41, 1968, № 8, с. 1859—1881. (Совместно с Грачьян А. Н., Краманович Г. И.).
- 220. Влияние окислов некоторых переходных элементов на структуру хромофорсодержащей части цементного клинкера. — Изв. высш. уч. заведений. «Химия и химич. технология», т. XI, 1968, № 3, с. 317—320. (Совместно с Грачьян А. Н., Ротыч Н. В.).
- 221. Исследование влияния сочетаний окислов переходных элементов на свойства белого портландцемента. — Silikattechnik. (ГДР), 1968, № 3, с. 69—71. (Совместно с Грачьян А. Н. и Ротыч Н. В.).
- 222. Определение состава твердых растворов алюмоферритов кальция магнетохимическим методом. — Журн. прикл. химии, т. 42, 1968, № 10, с. 2166—2169. (Совместно с Грачьян А. Н., Гайджуровым П. П., Калашниковым А. П.).
- 223. Применение омагниченной воды для отбеливания портландцементного клинкера. — Изв. высш. уч. заведении. «Хим. и хим. техн.», т. XI, 1968, № 1, с. 82—86. (Совместно с Грачьян А. Н., Калашниковым А. П.).
- 224. Роль переходных элементов в окрашивании стекловидной фазы цементного клинкера. — Журн. прикл. химии, т. 41, 1968, № 5, с. 965—968. (Совместно с Грачьян А. Н., Ротыч Н. В.).

1969
- 225. Влияние вязкости жидкой фазы, образующейся при обжиге портландцементного клинкера на процесс кристаллизации клинкерных минералов. — Изв. высш. учеб. завед. «Химия и хим. технол.», т. 12, № 1, 1969, с. 66—69. (Совместно с Грачьян А. Н., Краманович Г. И.).
- 226. Воздействие добавки гипса на фазовый состав щелочесодержащего клинкера. — Цемент, 1969, № 2, с. 6—8. (Совместно с Азелицкой Р. Д., Блонской В. М., Карбышевым М. Г., Локоть А. А., Степановым В. И.).
- 227. Einfluβ des Zusatzes von Alkalind Erdalkalicheoriden dif die Eigenschaften von weiβem Portlandzement. — Silikattechnik, 20, 1969, № 2, s. 55-57. (Совместно с Грачьян А. Н. Мандрыкнным Ю. И.). (Влияние добавки щелочи хлоридов щелочной земли на свойства белого портландцемента).

1970
- 228. Влияние газовой среды при обжиге цементного клинкера на взаимодействие хлоридов щелочных и щелочноземельных металлов с жлезосодержащей частью сырьевой смеси. — Тр. НПИ, Новочеркасск, т. 202, 1970, с. 41—43. (Совместно с Мандрыкиным Ю. И., Грачьян А. Н.).
- 229. Влияние железистой части жидкой фазы, образующейся при обжиге портландцементного клинкера, на кристаллизацию клинкерных минералов. — Тр. НПИ. Новочеркасск, т. 202. 1970, с. 9—13. (Совместно с Грачьян А. Н., Краманович Г. И.). ,
- 230. Влияние малых добавок электролитов на процессы гидратации и строительные свойства цемента. — Тр. НПИ, Новочеркасск, т. 202, 1970, с. 48—52. (Совместно с Приходченко Н. А., Азелицкой Р. Д.).
- 231. Влияние окислов железа и марганца на белизну клинкера белого портландцемента при обжиге в слабовосстановительной газовой атмосфере. — Тр. НПИ, Новочеркасск, т. 202, 1970, с. 43—45. (Совместно с Грачьян А. Н., Суминым Е. Е.).
- 232. Влияние различных газовых сред на формирование и свойства портландцементного клинкера. — Silikattechnik. 1970, № 4, (ГДР), с. 121—123. (Совместно с Грачьян А. Н.. Гайджуровым П, П., Бородавкиной В. В.).
- 233. Влияние характера газовой среды при обжиге клинкера белого портландцемента, содержащего окислы переходных элементов, на его структуру и свойства. — Тр. НПИ, Новочеркасск, с, 227, 1970, с. 10—16. (Совместно с Грачьян А. Н., Ротыч Н. В., Суминым Е. Е.).
- 234. Исследование физико-химических процессов технологии белого портландцемента. — Тр. НПИ, Новочеркасск, т. 202, 1970, с. 3—9. (Совместно с Грачьян А. Н., Гайджуровым П. П., Довыборовой Л. Н., Зубехиным А. П., Калашниковым А. П., Ротыч Н. В.).
- 235. Термомагнитные исследования железной фазы портландцементного клинкера. — Тр. НПИ. Новочеркасск, т. 202, 1970, с. 17—21. (Совместно с Гайджуровым, П. П., Грачьян А. Н., Бородавкиной В. В.).

1971
- 236. Слово к читателю. — Цемент, 1971, № 3, с. 21. (Высказывание Пономарева И. Ф. о журнале «Цемент»).

Переводы
1910
- 237. Фортман Г. Общий ход качественного химического анализа без применения сероводорода. — Нзв. ДПИ, 1910, т. 10, кн. 3, с. 263—291.

1925
- 238. Ост Г. Строительные вяжущие материалы. Стекло, керамика. Вып. 3. Химическая технология. Л., 1925. 127 с.

1929
- 239. Анри ле Шателье. Кремнезём и силикаты. Л., 1929. 410 с.

1930
- 240. ОСТ Г. Строительные и вяжущие материалы. 2-е изд. Л., Химте:1;здат, 1930. 10 с.

Рефераты
1911
- 241. Огнеупорный цементносиликатный кирпич. Реф. Charles E. Pope в Питсбурге, Пенсильвания. (Американский патент 944694 от 28 дек. 1909 г. (Tonindustrie Ztg. 1910, № 73, с. 858). — Вестн. технологии химических и строительных материалов, 1911, № 5, с. 59.
- 242. Окрашивание глин анилиновыми красками. Реф. статьи F. Grandjban (Chemusches Zentralblatt, 1910, т. 1, с. 1063). — Вестн. технологии химических и строительных материалов, 1911, № 2, с. 47—48.
- 243. Определение отношения, в котором смешаны цемент и песок в бетоне. Реф. статьи D. I. Nentschel (Chemiker Zeitung, 1911, № 4, с. 31). — Вестн. технологии химических и строительных материалов, 1911, № 5, с. 57—58.
- 244. Соединения кремния. Реф. статьи George Ierusalem (Chemisches zentralblatt, 1911, Bd. 1, № 4, с. 136). — Вестн. технологии химических и строительных материалов, 1911. № 3, с. 47-50.

1931
- 245. (Реф. книги); Безбородой М. А., Щур М. Ф. Стекольное посудное производство. М., 1931, 120 с.— Керамика и стекло, 1931, № 7—8, с. 51.

Авторские свидетельства
- 246. Способ получения клинкера белого портландцемента. Авт. св. СССР, кл. 80 в., 312, № 175419, заявл. 15.7.63, опубл. 21.9.1965. (Совместно с Грачьян А. Н., Зубехиным А. П., Гайджуровым П. П.).
- 247. Способ отбеливания клинкера белого портландцемента. Авт. св. СССР, кл. 80 в, 312, № 178723, заявл. 06.4.64, опубл. 22.1.1966. (Совместно с Грачьян А. Н., Гайджуровым П. П., Зубехиным А. П., Калашниковым А. П.).
- 248. Способ отбеливания цементного клинкера. Авт. св. СССР, кл. 806, 3/21, заявл. 08.1.65, опубл. 11.10.1966. (Совместно с Грачьян А. Н., Калашниковым А. П., Зубехиным А. П., Гайджуровым П. П.)[7].

## ссылки
- Становление и развитие научно-педагогической школы «Теория и технология тугоплавких неметаллических и силикатных материалов» - профессор И.Ф. Пономарёв (недоступная ссылка)
- Томский политехнический университет: юбилеи. Сто лет кафедре технологии силикатов (недоступная ссылка)